# 天鳳 (年號)
天凤（也作始建国天凤上戊、始建国天凤；14年—19年）是新朝皇帝王莽的第二个年号，共计6年。
陳直考证天凤年号有繁简区别。天凤是简称，还有始建国天凤、始建国天凤上戊是繁称。这三种年号的写法都有考古的文物资料可以佐证。而《中国历代年号考》则推测当时繁称是正式称呼，而《汉书》趋从简易，使得后人不知道有原来的繁称。
辛德勇考证，“始建国天凤”为年号的正式名称，出土资料均写作“始建国天凤”，且始建国天凤第一年不称“元年”而称“一年”，以“虚示不改元之义”。天凤六年春，王莽又将历名“上戊”缀于年号之后，且大多时候同时在年号前加国号“新”，形成“新始建国天凤上戊”的固定搭配。《汉书》作者班固依据个人习惯或当时社会称用年号的固有习惯，将“始建国天凤”省作“天凤”，后世因袭。
与此年号相同的还有其后的地皇。

## 纪年
| 始建国天凤 | 一年 | 二年 | 三年 | 四年 | 五年 | 六年 |
| ---------- | ---- | ---- | ---- | ---- | ---- | ---- |
| 公元       | 14年 | 15年 | 16年 | 17年 | 18年 | 19年 |
| 干支       | 甲戌 | 乙亥 | 丙子 | 丁丑 | 戊寅 | 己卯 |

## 参看
- 中國年號索引

| 前一年號： 始建国 | 新朝年號 天鳳 | 下一年號： 地皇 |